# 土沢駅
土沢駅（つちざわえき）は、岩手県花巻市東和町土沢にある、東日本旅客鉄道（JR東日本）釜石線の駅である。
宮沢賢治の童話「銀河鉄道の夜」の始発駅のモデルとなった駅とされている。

## 歴史
花巻と釜石を鉄道連絡することを目指して建設された岩手軽便鉄道により、その最初の開業区間の終点の駅として1913年（大正2年）10月25日に開業した。当初は762ミリメートル特殊狭軌の軽便鉄道であった。翌1914年（大正3年）4月16日に隣の晴山駅まで開通して中間駅となった。1936年（昭和11年）8月1日に国有化されて国鉄の駅となり、その後は国鉄標準の1,067ミリメートル軌間への改軌工事が進められた。1943年（昭和18年）9月20日から1,067ミリメートル軌間での運行が開始されている。

### 年表
- 1913年（大正2年）10月25日：岩手軽便鉄道の駅として開業、終点駅[2]。
- 1914年（大正3年）4月16日：晴山まで延伸開業して中間駅となる[2]。
- 1936年（昭和11年）8月1日：岩手軽便鉄道の国有化により国鉄釜石線の駅となる[2]。
- 1943年（昭和18年）9月20日：1,067ミリメートル軌間への改軌工事が完成[3]。
- 1944年（昭和19年）10月11日：国鉄釜石東線の開業に伴い、所属の路線名が釜石西線に変更となる[3]。
- 1950年（昭和25年）10月10日：国鉄釜石線の全通により、再び釜石線の駅となる[3]。
- 1971年（昭和46年）10月1日：貨物の取り扱いを廃止[4]。
- 1984年（昭和59年）2月1日：荷物の扱いを廃止[4]。
- 1987年（昭和62年）4月1日：国鉄分割民営化によりJR東日本の駅となる[3]。
- 1990年（平成2年）11月14日：急行「陸中」3号が当駅で立ち往生。原因は給油忘れによる燃料切れ。
- 1993年（平成5年）10月1日：CTC化により当直勤務を廃止。土沢駅長が廃止され、花巻駅長管理下となる。
- 2013年（平成25年）4月1日：業務委託化。
- 2014年（平成26年）
  - 9月30日：窓口での乗車券発売を終了。
  - 10月1日：出札窓口を廃止。
- 2017年（平成29年）4月1日：花巻駅の業務委託化に伴い、北上駅長管理下となる。
- 2018年（平成30年）
  - 9月30日：自動券売機を廃止[5]。
  - 10月1日：終日無人化[5]。
- 2024年（令和6年）10月1日：えきねっとQチケのサービスを開始[1][6]。

## 駅構造
相対式ホーム2面2線を有する列車交換可能な地上駅で、北上駅管理の無人駅である。互いのホームは構内踏切で連絡している。

### のりば
| 番線 | 路線    | 方向 | 行先           |
| ---- | ------- | ---- | -------------- |
| 1    | ■釜石線 | 下り | 遠野・釜石方面 |
| 2    | ■釜石線 | 上り | 花巻方面       |

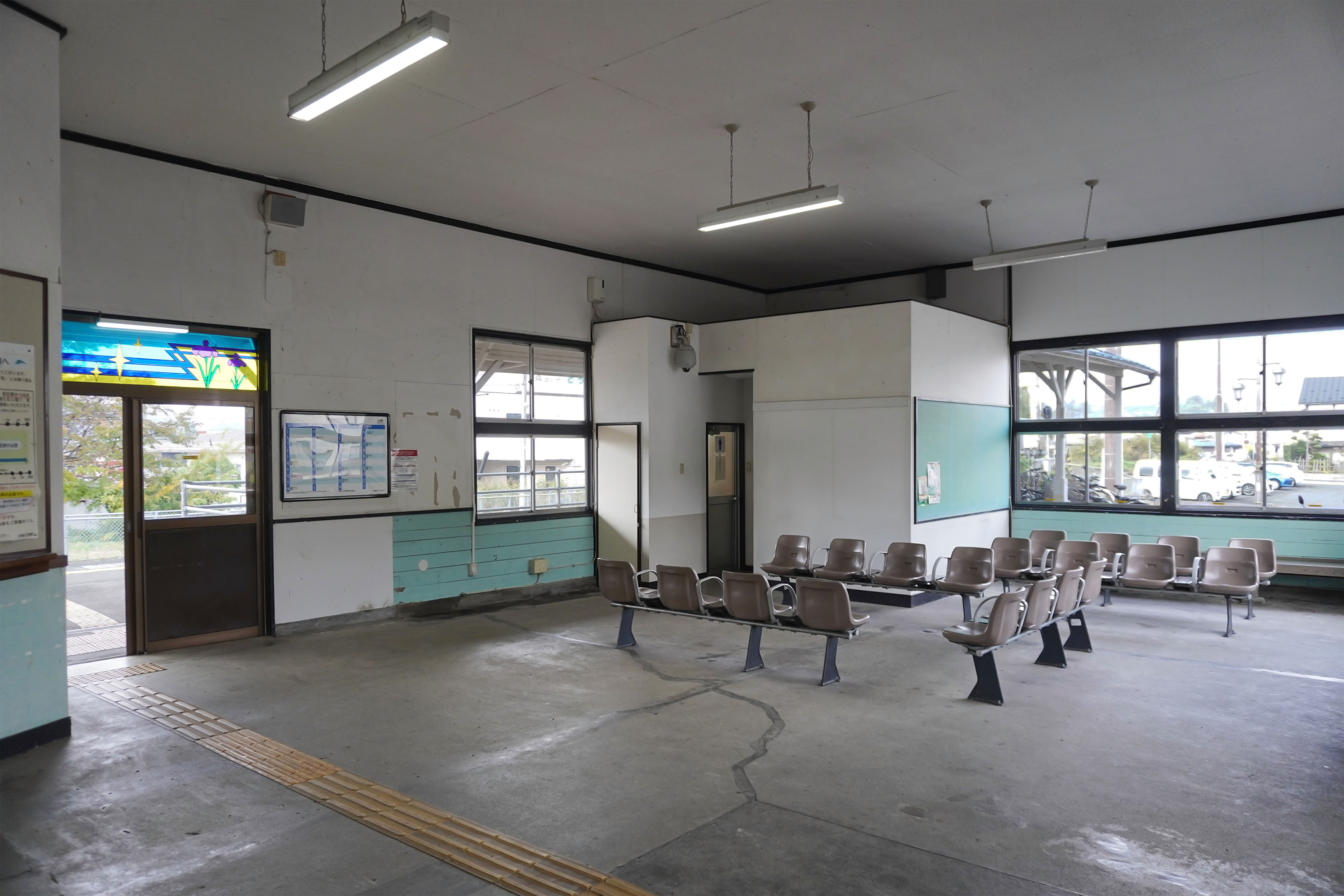
待合室（2023年10月）
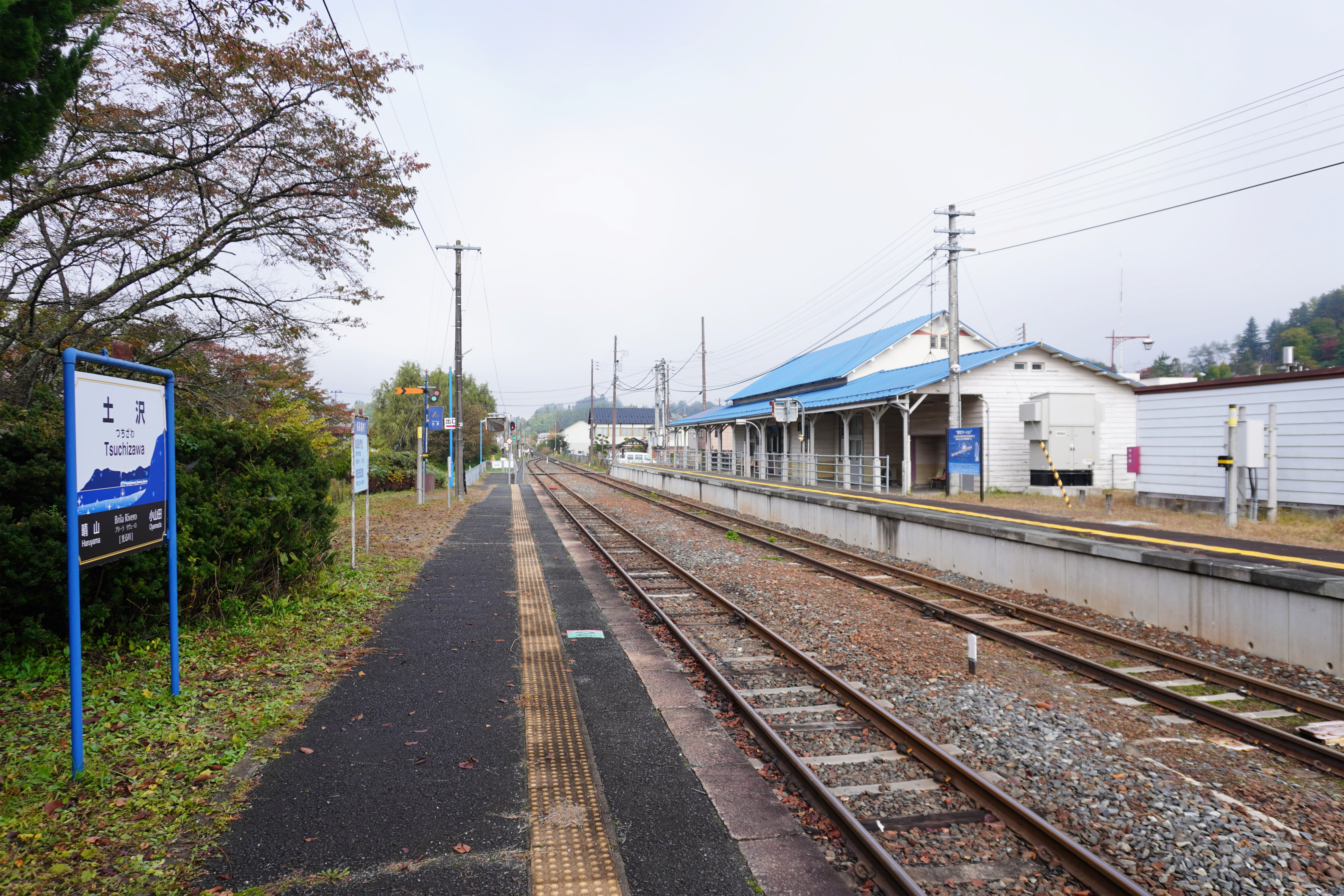
ホーム（2023年10月）
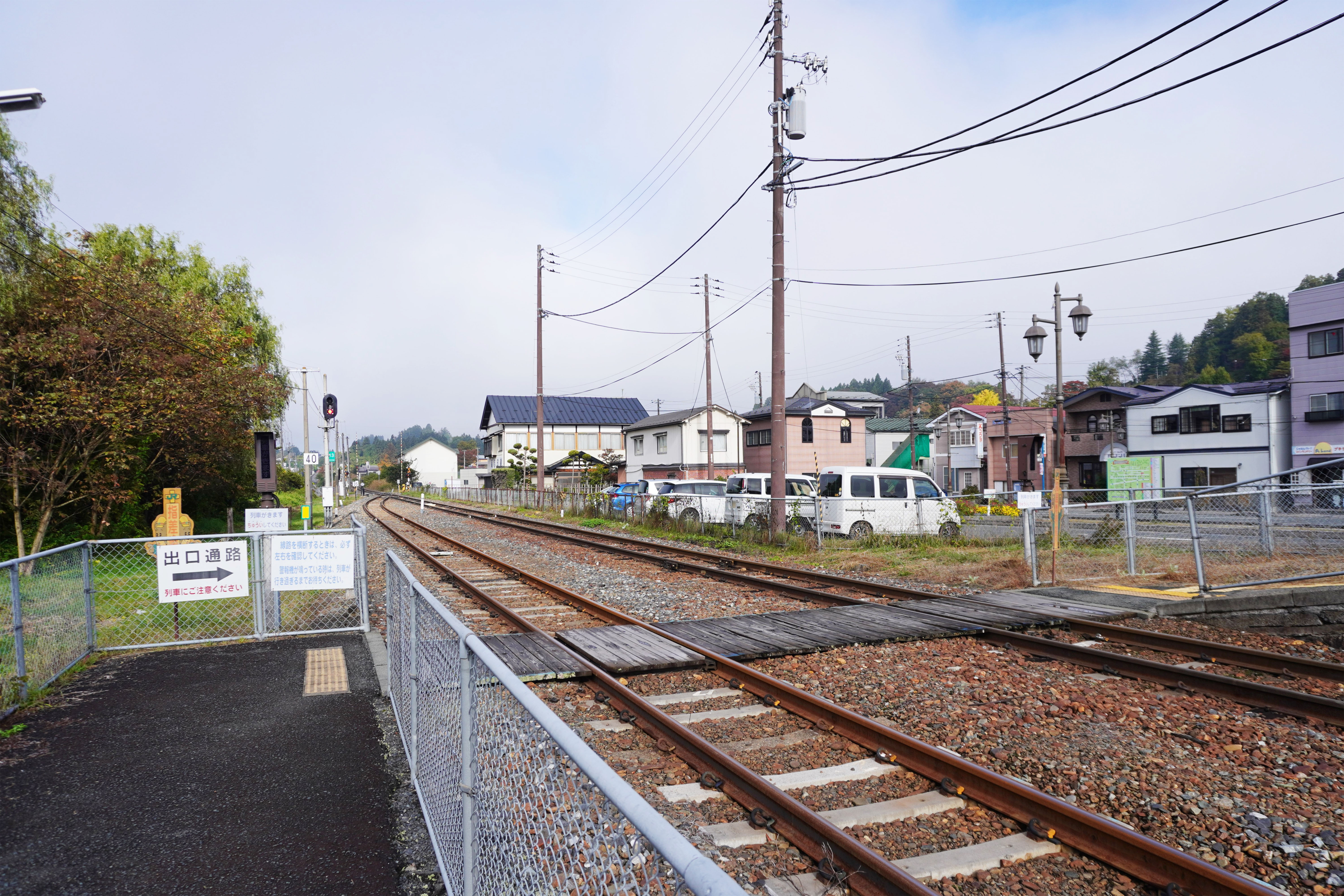
構内踏切（2023年10月）

## 利用状況
JR東日本によると、2000年度（平成12年度）- 2017年度（平成29年度）の1日平均乗車人員の推移は以下のとおりであった。
| 1日平均乗車人員推移 | 1日平均乗車人員推移 | 1日平均乗車人員推移 | 1日平均乗車人員推移 | 1日平均乗車人員推移 |
| 年度                | 定期外              | 定期                | 合計                | 出典                |
| ------------------- | ------------------- | ------------------- | ------------------- | ------------------- |
| 2000年（平成12年）  |                     |                     | 256                 | [ 利用客数 1 ]      |
| 2001年（平成13年）  |                     |                     | 253                 | [ 利用客数 2 ]      |
| 2002年（平成14年）  |                     |                     | 256                 | [ 利用客数 3 ]      |
| 2003年（平成15年）  |                     |                     | 240                 | [ 利用客数 4 ]      |
| 2004年（平成16年）  |                     |                     | 231                 | [ 利用客数 5 ]      |
| 2005年（平成17年）  |                     |                     | 223                 | [ 利用客数 6 ]      |
| 2006年（平成18年）  |                     |                     | 200                 | [ 利用客数 7 ]      |
| 2007年（平成19年）  |                     |                     | 231                 | [ 利用客数 8 ]      |
| 2008年（平成20年）  |                     |                     | 202                 | [ 利用客数 9 ]      |
| 2009年（平成21年）  |                     |                     | 185                 | [ 利用客数 10 ]     |
| 2010年（平成22年）  |                     |                     | 154                 | [ 利用客数 11 ]     |
| 2011年（平成23年）  |                     |                     | 167                 | [ 利用客数 12 ]     |
| 2012年（平成24年）  | 42                  | 140                 | 183                 | [ 利用客数 13 ]     |
| 2013年（平成25年）  | 41                  | 140                 | 181                 | [ 利用客数 14 ]     |
| 2014年（平成26年）  | 42                  | 143                 | 185                 | [ 利用客数 15 ]     |
| 2015年（平成27年）  | 40                  | 147                 | 188                 | [ 利用客数 16 ]     |
| 2016年（平成28年）  | 39                  | 141                 | 181                 | [ 利用客数 17 ]     |
| 2017年（平成29年）  | 38                  | 130                 | 168                 | [ 利用客数 18 ]     |

## 駅周辺
- 釜石自動車道 東和インターチェンジ
- 県道39号北上東和線
- 県道43号盛岡大迫東和線
- 県道222号土沢停車場線
- 国道283号
- 国道456号
- 花巻市役所 東和総合支所（旧・東和町役場）
- 東和郵便局
- 花巻市立東和中学校
- 土沢商店街
- 萬鉄五郎記念館
- 日高見の霊湯 東和温泉
- ホテルフォルクローロ花巻東和
- 道の駅とうわ
- 花巻市コミュニティバス（東和町総合サービス公社）「土沢駅前」停留所

## その他
エスペラントによる、「Brila Rivero（ブリーラ・リヴェーロ：光る川）」という愛称がつけられている。

## 隣の駅
東日本旅客鉄道（JR東日本）
■釜石線
□快速「はまゆり」
新花巻駅 - 土沢駅 - 宮守駅
■普通
小山田駅 - 土沢駅 - 晴山駅

### 記事本文
1. 1 2 3 4 5  「駅の情報（土沢駅）：JR東日本」東日本旅客鉄道。2024年8月28日時点のオリジナルよりアーカイブ。2024年8月31日閲覧。
2. 1 2 3 4 5 6 7 8  『歴史でめぐる鉄道全路線 国鉄・JR』 通巻21号 釜石線・山田線・岩泉線・北上線・八戸線 10頁
3. 1 2 3 4 5  『歴史でめぐる鉄道全路線 国鉄・JR』 通巻21号 釜石線・山田線・岩泉線・北上線・八戸線 11頁
4. 1 2  石野哲（編）『停車場変遷大事典 国鉄・JR編 Ⅱ』（初版）JTB、1998年10月1日、491頁。ISBN 978-4-533-02980-6。
5. 1 2  「広報はまなき 平成30年9月1日号 > 土沢駅の自動券売機廃止 (PDF)」花巻市、2018年9月1日、16頁。2024年4月11日閲覧。
6. ↑  「Suicaエリア外もチケットレスで! 東北エリアから「えきねっとQチケ」がはじまります (PDF)」（プレスリリース）、東日本旅客鉄道、2024年7月11日。2024年8月11日閲覧。
7. 1 2  「JR東日本：駅構内図・バリアフリー情報（土沢駅）」東日本旅客鉄道。2024年4月11日閲覧。

### 利用状況
1. ↑  「JR東日本：各駅の乗車人員（2000年度）」東日本旅客鉄道。2025年7月15日閲覧。
2. ↑  「JR東日本：各駅の乗車人員（2001年度）」東日本旅客鉄道。2025年7月15日閲覧。
3. ↑  「JR東日本：各駅の乗車人員（2002年度）」東日本旅客鉄道。2025年7月15日閲覧。
4. ↑  「JR東日本：各駅の乗車人員（2003年度）」東日本旅客鉄道。2025年7月15日閲覧。
5. ↑  「JR東日本：各駅の乗車人員（2004年度）」東日本旅客鉄道。2025年7月15日閲覧。
6. ↑  「JR東日本：各駅の乗車人員（2005年度）」東日本旅客鉄道。2025年7月15日閲覧。
7. ↑  「JR東日本：各駅の乗車人員（2006年度）」東日本旅客鉄道。2025年7月15日閲覧。
8. ↑  「JR東日本：各駅の乗車人員（2007年度）」東日本旅客鉄道。2025年7月15日閲覧。
9. ↑  「JR東日本：各駅の乗車人員（2008年度）」東日本旅客鉄道。2025年7月15日閲覧。
10. ↑  「JR東日本：各駅の乗車人員（2009年度）」東日本旅客鉄道。2025年7月15日閲覧。
11. ↑  「JR東日本：各駅の乗車人員（2010年度）」東日本旅客鉄道。2025年7月15日閲覧。
12. ↑  「JR東日本：各駅の乗車人員（2011年度）」東日本旅客鉄道。2025年7月15日閲覧。
13. ↑  「JR東日本：各駅の乗車人員（2012年度）」東日本旅客鉄道。2025年7月15日閲覧。
14. ↑  「各駅の乗車人員 2013年度 ベスト100以外（8）：JR東日本」東日本旅客鉄道。2025年7月15日閲覧。
15. ↑  「各駅の乗車人員 2014年度 ベスト100以外（8）：JR東日本」東日本旅客鉄道。2025年7月15日閲覧。
16. ↑  「各駅の乗車人員 2015年度 ベスト100以外（8）：JR東日本」東日本旅客鉄道。2025年7月15日閲覧。
17. ↑  「各駅の乗車人員 2016年度 ベスト100以外（8）：JR東日本」東日本旅客鉄道。2025年7月15日閲覧。
18. ↑  「各駅の乗車人員 2017年度 ベスト100以外（8）：JR東日本」東日本旅客鉄道。2025年7月15日閲覧。